# Васюков, Лев Яковлевич
Лев Яковлевич Васюков (1928 — 2000) — советский морской офицер, контр-адмирал (1970). Командир 30-й дивизии надводных кораблей Черноморского флота (1971—1975).
Специалист в области военно-морского искусства, теории и практики организации боевых действий на море. Педагог, доктор военных наук (1988), профессор (1986). Заслуженный деятель науки РФ (1997). Преподавал на кафедре тактики ВМФ Военно-морской академии имени Н. Г. Кузнецова.

## Биография

### Строевая служба
В 1950 году окончил Высшее военно-морское училище им. М. В. Фрунзе. В 1950—1953 годах — штурман эскадренного миноносца «Куйбышев». В 1953 году окончил Высшие специальные офицерские классы ВМФ. Старший штурман крейсера «Молотов». Старший помощник командира, а затем командир эскадренного миноносца «Отзывчивый», командир большого ракетного корабля «Гремящий» Северного флота.
В 1966 году закончил Военно-морскую академию. С 1966 года начальник штаба, позднее капитан 1-го ранга, командир 150-й бригады ракетных кораблей ЧФ. Контр-адмирал (1970).
Его подчинённый Ю. Л. Кручинин вспоминал: «Лев Яковлевич Васюков был человеком неулыбчивым, строгим, требовательным. Он не кричал, как некоторые начальники, не опускался до оскорблений подчиненных. Но и со стороны старших начальников требовал к себе уважительного отношения. Это знали и комдив, и командующие флотом в то время Сысоев и Ховрин».
В 1971—1975 годах командир 30-й дивизии надводных кораблей Черноморского флота. Корабли дивизии составляли основу сменного состава 5-й Средиземноморской эскадры кораблей ВМФ.
После обострения обстановки и стягивания сил 6-го флота США во время Войны Судного дня 9 октября 1973 года 70-я бригада противолодочных кораблей ЧФ с комбригом и походным штабом под руководством командира 30-й ДиНК контр-адмирала Л. Я. Васюкова в составе крейсера «Ушаков», БКП «Отважный», эсминца «Сознательный» вышла на боевую службу в Средиземное море для усиления 5-й эскадры.
За действия на боевой службе в 1973 году командир 30-й дивизии контр-адмирал Л. Я. Васюков был удостоен ордена Ленина.
Прекращение блестящей командной карьеры Васюкова и его переход на преподавательскую работу связывают с гибелью в 1974 году БПК Отважный.

### Военно-научная деятельность
Специалист в области военно-морского искусства, теории и практики организации боевых действий на море. Уже его «Временные наставления по боевой деятельности разнородных сил флота против ударных группировок противника» в бытность командира 150-й бригады ракетных кораблей стали важной работой. Он обобщил опыт действий кораблей боевой службы против АУГ. В «Наставлениях» были даны характеристика авианосных ударных групп (АУГ) США, их ударных и оборонительных возможностей, ордера, районы маневрирования, действия при подъёме и посадке авиации, рассматривался возможный состав сил ВМФ СССР для противодействия АУГ.
С 1975 года — начальник кафедры тактики надводных кораблей Военно-морская академия имени Н. Г. Кузнецова. С 1979 года кафедры тактики ВМФ Военно-морской академии. Профессор кафедры тактики ВМФ.
Педагог, профессор (1986), доктор военных наук (1988). С 1990 года в запасе. Автор более 100 научных трудов, в том числе 6 учебников и учебных пособий. Один из основоположников теоретических основ тактики, теории современного морского боя, теории тактики разнородных сил в операциях и боевых действиях флотов.

## Награды
- Награждён орденами Ленина (1973), Красной Звезды, медалями.
- Заслуженный деятель науки РФ «За заслуги в разработке приоритетных направлений науки и техники, создании научных школ, воспитании и подготовке научных кадров.»(1.03.1997)[1].

## Семья
- сын — Васюков Владимир Львович (род. 13 октября 1951) — контр-адмирал, командир 30-й дивизии надводных кораблей Черноморского флота (1998—2004)[5].